# La Nazione
La Nazione (zu Deutsch: Die Nation) ist eine italienische Tageszeitung mit Sitz in Florenz. Ihre Verbreitung umfasst die Regionen Toskana und Umbrien sowie die Provinz La Spezia; Regionalteile für jede der Provinzen werden von dortigen Redaktionen produziert. La Nazione erschien das erste Mal am 13. Juli 1859 und zählt damit zu den ältesten Italiens. Den Hauptteil der Zeitung hält die Mediengruppe Monrif mit knapp 60 Prozent, die RCS MediaGroup ist mit knapp 10 Prozent beteiligt. Die Auflage liegt bei über 50.000 täglichen Exemplaren.

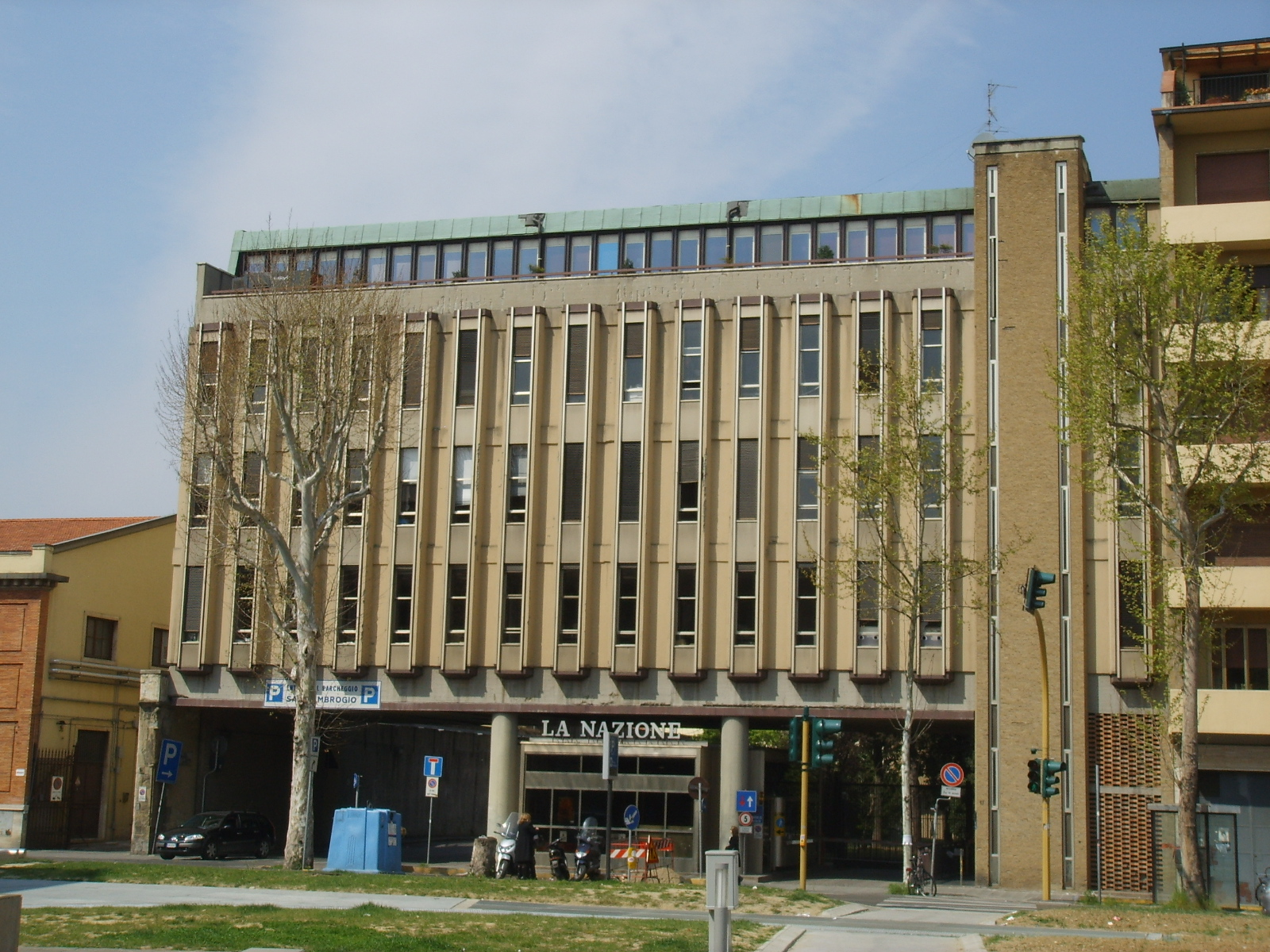
Sitz der Zeitung in Florenz

Die Zeitung plante zusammen mit zwei anderen Tageszeitungen der gleichen Verlagsgruppe (Poligrafici Editoriale) eine Kollaboration. Zusammen mit Il Resto del Carlino aus Bologna und Il Giorno aus Mailand sollte das Netzwerk QN – Quotidiano Nazionale entstehen.
Die Lokalredaktionen sind auf dem gesamten Territorium der Toskana, Umbrien und der Provinz La Spezia präsent. Sie befinden sich in den Städten Arezzo, Carrara, Empoli, Florenz, Grosseto, La Spezia, Livorno, Lucca, Massa, Montecatini Terme, Perugia, Pisa, Pistoia, Pontedera, Prato, Sarzana, Siena und Viareggio.